# Looking for Lucky
Looking for Lucky è il quinto album in studio del gruppo musicale statunitense Hootie & the Blowfish, pubblicato nel 2005.

## Tracce
1. State Your Peace – 3:37
2. Hey Sister Pretty – 3:25
3. The Killing Stone – 4:27
4. Get Out of My Mind – 2:58
5. Another Year's Gone By – 3:44
6. Can I See You – 3:38
7. A Smile – 3:49
8. One Love – 4:06
9. Leaving – 2:35
10. Autumn Jones – 3:27
11. Free to Everyone – 3:23
12. Waltz into Me – 3:13

## Formazione
- Mark Bryan – chitarra, lap steel guitar, mandolino, cori
- Dean Felber – basso, cori
- Darius Rucker – voce, cori
- Jim Sonefeld – batteria, percussioni, piano, cori